# 呂方毅
呂方毅（?—?），唐朝博州清平（今山东省临清市东）人，吕才之子。
呂方毅七岁能诵《周易》、《毛诗》。唐太宗听说他年幼聪敏，召见，非常惊异，赐给他缣帛。长大后担任右卫铠曹参军。母亲去世，哀痛过礼，最后竟然悲痛去世。用布幔的车载着他的灵柩，随母亲的丧车一起安葬。友人郎余令以白粥、玄酒，一束生刍，在路旁奠祭，时人对他非常哀惜。